# USS Wren (DD-568)
USS Wren (DD-568) là một tàu khu trục lớp Fletcher được Hải quân Hoa Kỳ chế tạo trong Chiến tranh Thế giới thứ hai. Nó là chiếc tàu chiến duy nhất của Hải quân Mỹ được đặt theo tên Trung sĩ Thủy quân Lục chiến Solomon Wren (1780-?), người tham gia cùng Thiếu tướng Hải quân Stephen Decatur đột kích vào Tripoli trong cuộc Chiến tranh Barbary thứ nhất. Nó hoạt động cho đến hết Thế Chiến II, được cho xuất biên chế năm 1946, rồi nhập biên chế trở lại năm 1951 và tiếp tục phục vụ cho đến năm 1963. Nó được tặng thưởng ba Ngôi sao Chiến trận do thành tích phục vụ trong Thế Chiến II.

## Thiết kế và chế tạo
Wren được đặt lườn tại xưởng tàu của hãng Seattle-Tacoma Shipbuilding Corporation ở Seattle, Washington vào ngày 24 tháng 4 năm 1943. Nó được hạ thủy vào ngày 29 tháng 1 năm 1944; được đỡ đầu bởi bà Jeanne F. Dockweiler; và nhập biên chế vào ngày 20 tháng 5 năm 1944 dưới quyền chỉ huy của Hạm trưởng, Trung tá Hải quân Edwin A. McDonald.

## Lịch sử hoạt động

### Thế Chiến II
Sau khi nhập biên chế, Wren tiến hành chạy thử máy huấn luyện tại vùng biển ngoài khơi San Diego, California. Đến tháng 8, nó trình diện để hoạt động cùng Lực lượng Bắc Thái Bình Dương tại khu vực quần đảo Aleut. Nhiệm vụ chủ yếu của nó tại đây phần lớn là công việc tuần tra và hộ tống giữa các đảo thuộc chuỗi quần đảo này; nhưng cũng tham gia cùng Lực lượng Đặc nhiệm 92 trong bốn đợt bắn phá xuống các căn cứ tiền tiêu của Đế quốc Nhật Bản tại quần đảo Kuril từ tháng 11 năm 1944 đến tháng 4 năm 1945.
Hoạt động đầu tiên của Wren diễn ra vào ngày 21 tháng 11 năm 1944, khi nó tham gia bắn phá Matsuwa; lượt thứ hai và thứ ba đưa nó đến Paramushiro tương ứng vào các ngày 5 tháng 1 và 18 tháng 2 năm 1945. Lượt bắn phá cuối cùng của nó xuống quần đảo Kuril là tại Matsuwa vào ngày 15 tháng 3.
Đến ngày 19 tháng 4, Wren khởi hành từ vịnh Kulsk để quay trở lại quần đảo Hawaii, đi đến Trân Châu Cảng vào ngày 25 tháng 4, nhưng lại tiếp tục hành trình không lâu sau đó để đi đến khu vực phía Tây quần đảo Caroline. Nó dừng lại đảo san hô Ulithi cho đến ngày 17 tháng 5, khi nó rời vũng biển tham gia Trận Okinawa kéo dài suốt sáu tuần lễ. Chiếc tàu khu trục đã phục vụ tại khu vực quần đảo Ryukyu từ ngày 21 tháng 5 đến ngày 18 tháng 6, phục vụ tuần tra chống tàu ngầm và cột mốc radar phòng không. Nhiều lần bị máy bay tấn công cảm tử Kamikaze nhắm đến, nó thoát được mà không bị hư hại gì, và đã bắn rơi bốn máy bay tấn công.
Rời Okinawa vào ngày 18 tháng 6, Wren đi đến Leyte thuộc quần đảo Philippines ba ngày sau đó, và ở lại đây cho đến ngày 1 tháng 7, khi nó gia nhập Lực lượng Đặc nhiệm 38 cho loạt không kích cuối cùng xuất phát từ tàu sân bay xuống các đảo chính quốc Nhật Bản. Vào ngày 26 tháng 8, nó tiến vào vịnh Tokyo cùng các tàu chiến khác thuộc Đệ Tam hạm đội, bắt đầu các hoạt động chiếm đóng Nhật Bản và chuẩn bị cho nghi lễ đầu hàng chính thức trên chiếc thiết giáp hạm Missouri (BB-63) neo đậu trong vịnh Tokyo, nơi nó có mặt vào ngày 2 tháng 9.
Wren lên đường cùng ngày hôm đó, ghé qua Iwo Jima và Eniwetok trước khi quay trở lại Tokyo vào ngày 13 tháng 10, ở lại đây trong hơn một tháng. Nó rời Nhật Bản vào ngày 18 tháng 11, đi đến Oahu vào ngày 28 tháng 11, và tiếp tục hành trình quay trở về nhà vào ngày 1 tháng 12. Đi đến San Diego vào ngày 7 tháng 12, nó dừng lại đây hai ngày trước khi tiếp tục hướng sang kênh đào Panama, đi đến Xưởng hải quân Philadelphia vào ngày 23 tháng 12. Sau khi được đại tu tại Philadelphia, chiếc tàu khu trục chuyển đến Charleston, South Carolina vào cuối tháng 3 năm 1946, nơi nó được cho xuất biên chế vào ngày 13 tháng 7 năm 1946.

### 1951 - 1963
Do sự kiện Chiến tranh Triều Tiên nổ ra làm gia tăng nhu cầu về tàu chiến, Wren được cho nhập biên chế trở lại tại Charleston vào ngày 7 tháng 9 năm 1951 dưới quyền chỉ huy của Hạm trưởng, Trung tá Hải quân George M. Hagerman. Trong hai năm tiếp theo, nó hoạt động dọc theo vùng bờ Đông và tại khu vực Tây Ấn. Vào những tháng cuối năm 1951, nó tiến hành những thử nghiệm chuẩn hóa và rung động dưới sự bảo trợ của Văn phòng Tàu chiến và cơ sở nghiên cứu David Taylor Model Basin tại Carderock, Maryland. Nó quay trở về Charleston vào tháng 12, và trong suốt năm 1952 và tám tháng đầu năm 1953 đã tiến hành các hoạt động thường lệ và huấn luyện tại vùng Tây Đại Tây Dương.
Vào tháng 8 năm 1953, Wren được phân về Đội khu trục 61 để được bố trí sang Viễn Đông. Nó rời Norfolk, Virginia vào ngày 28 tháng 8, băng qua kênh đào Panama vào ngày 2 tháng 9, và sau các chặng dừng tại San Diego, Trân Châu Cảng và Midway, nó đi đến Yokosuka vào ngày 3 tháng 10. Một tuần sau, nó ra khơi để gia nhập Lực lượng Đặc nhiệm 77 trong biển Nhật Bản. Lực lượng đặc nhiệm tàu sân bay này tiến hành các hoạt động không lực tại đây và trong biển Hoàng Hải, và chiếc tàu khu trục đã làm nhiệm vụ hộ tống và canh phòng máy bay cho chúng từ ngày 10 tháng 10 đến ngày 26 tháng 11. Sau đó nó gia nhập cùng tàu sân bay HMAS Sydney của Hải quân Hoàng gia Australia, làm nhiệm vụ tương tự cho đến giữa tháng 12, khi nó quay trở về Sasebo, Nhật Bản cho kỳ nghỉ lễ Giáng Sinh.
Wren gia nhập trở lại Lực lượng Đặc nhiệm 77 vào ngày 3 tháng 1 năm 1954, và di chuyển cùng các tàu sân bay cho đến ngày 17 tháng 1, khi nó được điều sang Lực lượng Đặc nhiệm 95. Con tàu đã hoạt động dọc theo bờ biển bán đảo Triều Tiên, giám sát hoạt động ngừng bắn cùng Lực lượng Đặc nhiệm 95 cho đến ngày 1 tháng 2, khi nó quay trở lại Sasebo để chuẩn bị quay trở về Hoa Kỳ. Nó rời vùng biển Nhật Bản vào ngày 11 tháng 2, đi về hướng Tây ngang qua Ấn Độ Dương và Đại Tây Dương, hoàn tất một lượt vòng quanh trái đất khi về đến Norfolk vào ngày 9 tháng 4.
Trong thời gian còn lại của quãng đời hoạt động, Wren hoạt động từ Norfolk và thỉnh thoảng được bố trí ra nước ngoài. Các hoạt động cùng Đệ Nhị hạm đội của nó bao gồm các chuyến đi huấn luyện học viên sĩ quan đến các cảng tại Châu Âu, Tây Ấn và Châu Mỹ. Nó cũng phục vụ cùng Đệ Lục hạm đội trong nhiều dịp tại Địa Trung Hải. Các cuộc thực tập hàng năm đưa con tàu đi đến Puerto Rico, Cuba và Panama mỗi mùa Xuân. Trong lượt phục vụ tại Địa Trung Hải năm 1957, nó hoạt động cùng Lực lượng Trung Đông tại Ấn Độ Dương và đã tham gia cuộc tập trận Chiến dịch Crescent cùng các đơn vị của Hải quân Pakistan.
Wren được chuyển sang Lực lượng Hải quân Dự bị và trực thuộc một đơn vị ở Houston, Texas và đặt căn cứ tại Galveston, Texas vào đầu những năm 1960. Nó hỗ trợ các hoạt động huấn luyện của Hải quân Dự bị Hoa Kỳ, tiến hành những chuyến huấn luyện chống tàu ngầm vào cuối tuần trong vịnh Mexico. Đến tháng 12 năm 1963, con tàu được cho xuất biên chế và đưa về thành phần dự bị. Nó bị bỏ không trong 11 năm tiếp theo cùng Hạm đội Dự bị, neo đậu tại Philadelphia. Tên nó được cho rút khỏi danh sách Đăng bạ Hải quân vào tháng 12 năm 1974, và nó bị bán cho hãng North American Smelting Co. tại Wilmington, Delaware vào ngày 22 tháng 10 năm 1975 để tháo dỡ.

## Phần thưởng
Wren được tặng thưởng ba Ngôi sao Chiến trận do thành tích phục vụ trong Thế Chiến II.